# Rendez-vous avec le destin (série télévisée, 2007)
Pour les articles homonymes, voir Rendez-vous avec le destin.
Rendez-vous avec le destin est une série télévisée algérienne réalisé par Djaffar Gacem et diffusée quotidiennement entre septembre 2007 et octobre 2007.

## Synopsis
Le docteur Malek est marié à Feriel et ils attendent un enfant, ils décident d'acheter une nouvelle maison. Feriel va chez l'agent immobilier sans la somme incomplète, elle lui donne son collier pour compléter la somme. Elle monte dans un taxi et fait connaissance avec Hanane. Le chauffeur de taxi s'étant arrêté dans une station d'essence, deux mafieux volent la voiture avec Feriel et Hanane dedans. Feriel étant sur le point d'accoucher, Hanane l'aide et elle donne vie à une fille. Ils font un accident de route et Feriel meurt. Hanane sauve le bébé mais tombe dans le coma pendant 5 ans. c'est Malek qui s'occupe d'elle. Il s'est fiancé à la cousine de cette dernière. Peu à peu, Malek retrouve sa fille qu'il n'a pas vue pendant 5 ans

## Distribution

### Acteurs principaux
- Othmane Ben Daoud : Malek Bachiri
- Sid Ahmed Agoumi : L'Inspecteur Allal
- Malika Belbey : Hanane Belhachemi
- Sofia Kouninaf : Feriel Bachiri
- Azzedine Bouragheda : Merouane
- Karim Zenasni : Smaïl

### Acteurs récurrents
- Boualem Bennani : Omar
- Larbi Zekkal : Ahmed, le père de Feriel
- Imen Noel : Nassima, la cousine de Hanane
- Aïda Kechoud : Safia
- Abdelkrim Briber : Fouzi
- Fatiha Soltan : Z'hor, la mère de Feriel
- Faiza Ghazi
- Samira Sahraoui : Fatima, la femme de ménage
- Ikram Mouak : Petite fille aveugle

### Invités
- Ikram Mouak : La petite fille aveugle
- Nassim Zaidi
- Ahmed Manssef Abou Chenane
- Djamel Bounab : L'Agent Immobilier
- Zahia Mekhlouf
- Mouna Adda
- Abdelaziz Guerda : El Hadi
- Zineb Arras
- Wahid Nader
- Mohamed Laawadi
- Rabeh Laacha
- Zaki : Nadir
- Ania : Sara
- Hamid Mesbah
- Sid Ali Ben Tchikou
- Zohir Kacem
- El-Hadi Mellouli
- Hafida Ben Diaf
- Razika Farhane : Zahra
- Hamid Amirouche
- Djamel Hammouda
- Hassan Ben Jedou
- Kheira Bakhti
- Biyouna
- Amel Wahbi : La Gynécologue
- Cherif Tiabi

## Fiche technique
- Titre original : موعد مع القدر
- Titre français : Rendez-vous avec le destin
- Création : Djaffar Gacem
- Réalisation : Djaffar Gacem
- Scénario : Karim Khedim et Djaffar Gacem
- Décors : Zina Cherif
- Photographie : John Philippe Polo
- Montage : Fatah Baadje
- Musique : Mohammed Reda Bellazougui, Alain Spornfal et Amel Wahbi
- Production : Sid Ahmed Guenaoui
- Sociétés de production : Établissement public de télévision
- Pays d'origine :  Algérie
- Langue : Arabe
- Format : couleur - 35 mm - 1,78:1 - son stéréo
- Genre : Action et Dramatique
- Durée : 25 minutes